# マイク・エバンス
マイケル・リン・エバンス3世（Michael Lynn Evans III、1993年8月21日 - ）は、アメリカ合衆国テキサス州ガルベストン出身のプロアメリカンフットボール選手。ポジションはワイドレシーバー(WR)。NFLのタンパベイ・バッカニアーズに所属。プロデビューから10年連続で1,000ヤード越えのレシーブを記録している。

## 経歴

### 大学時代
2011年にテキサスA&M大学に入学したエバンスは、1年目となる2012年に通算82回のキャッチで1,105ヤード、5回のタッチダウンを記録した。
2013年シーズンのアラバマ大学戦では、エバンスは7本のパスをキャッチし、学校記録となる279ヤードのレシーブを記録し、AT&T ESPNのオールアメリカ・プレイヤー・オブ・ザ・ウィークを受賞した。2013年のオーバーン大学戦では、11本のキャッチで287ヤード、4回のタッチダウンを記録し、自身の最高記録を更新した。エバンスはオール・サウスイースタン・カンファレンス(SEC)のファーストチームに選出され、さらにAPオールアメリカチームにも選ばれた。この2013年シーズンで69キャッチ1,394ヤード、12回のタッチダウンを記録した。

#### 大学での通算成績
| 2012      | テキサスA&M大学 | 13 | 82  | 1,105 | 13.5 | 5  |
| 2013      | テキサスA&M大学 | 13 | 69  | 1,394 | 20.2 | 12 |
| 通算：2年 | 通算：2年       | 26 | 151 | 2,499 | 16.5 | 17 |

#### NFLドラフト
| 6 ft 4+3⁄4 in (195 cm)      | 231 lb (105 kg) | 35+1⁄8 in (89 cm) | 9+5⁄8 in (24 cm) | 4.53 s | 1.60 s | 4.26 s | 7.08 s | 37 in (94 cm) | 12 回 |
| All values from NFL combine |                 |                   |                  |        |        |        |        |               |       |

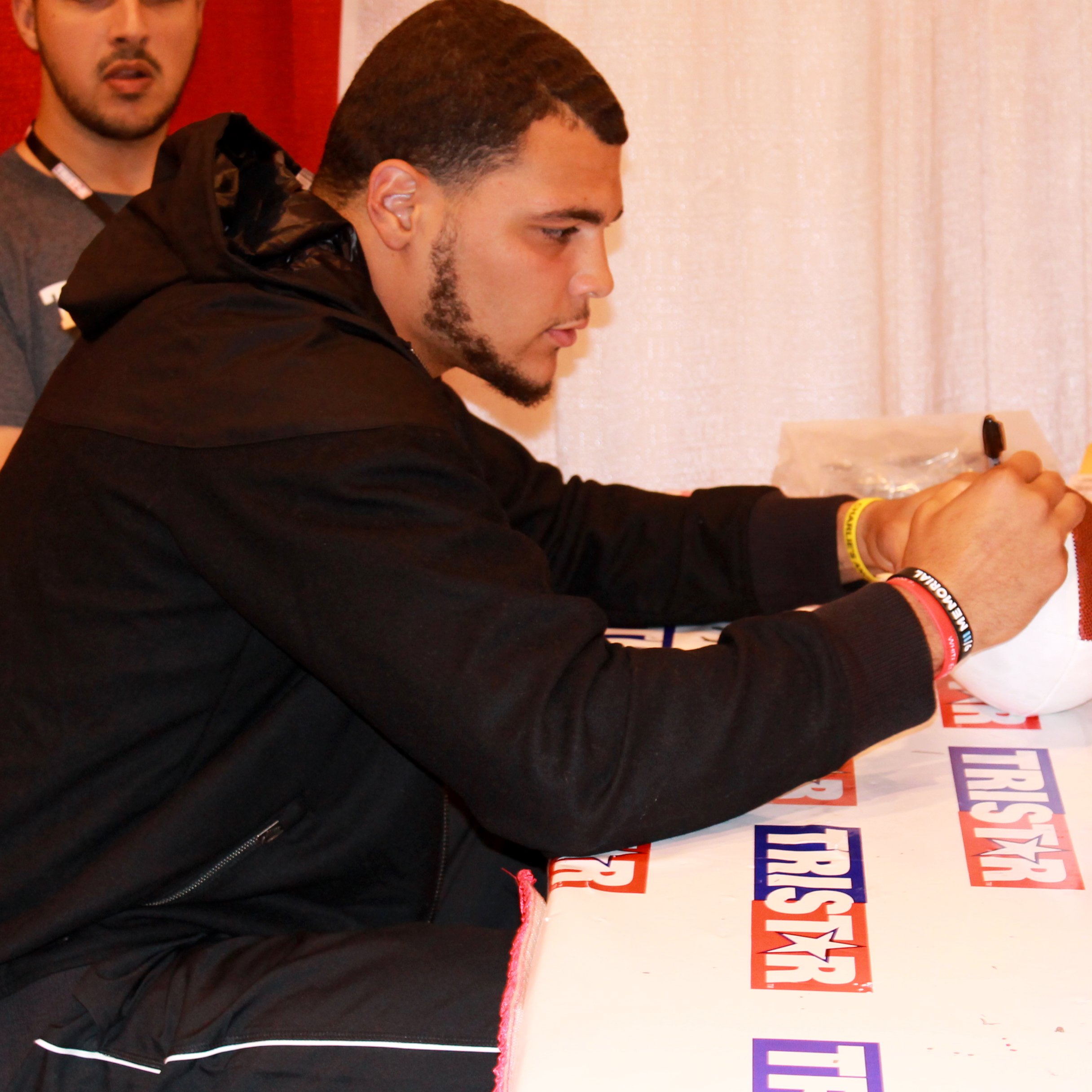
2014年のエバンス

2014年1月2日、エバンスは大学時代の最後の2シーズンの出場資格を見送り、2014年のNFLドラフトに出場することを発表した。アナリストやスカウトの大多数は、彼がコンセンサストップ10に選ばれ、ドラフト1巡目に選ばれると予測していた。Sports Illustratedではドラフト1位、NFLDraftScout.comでは2位のワイドレシーバーにランクインしている。

### タンパベイ・バッカニアーズ

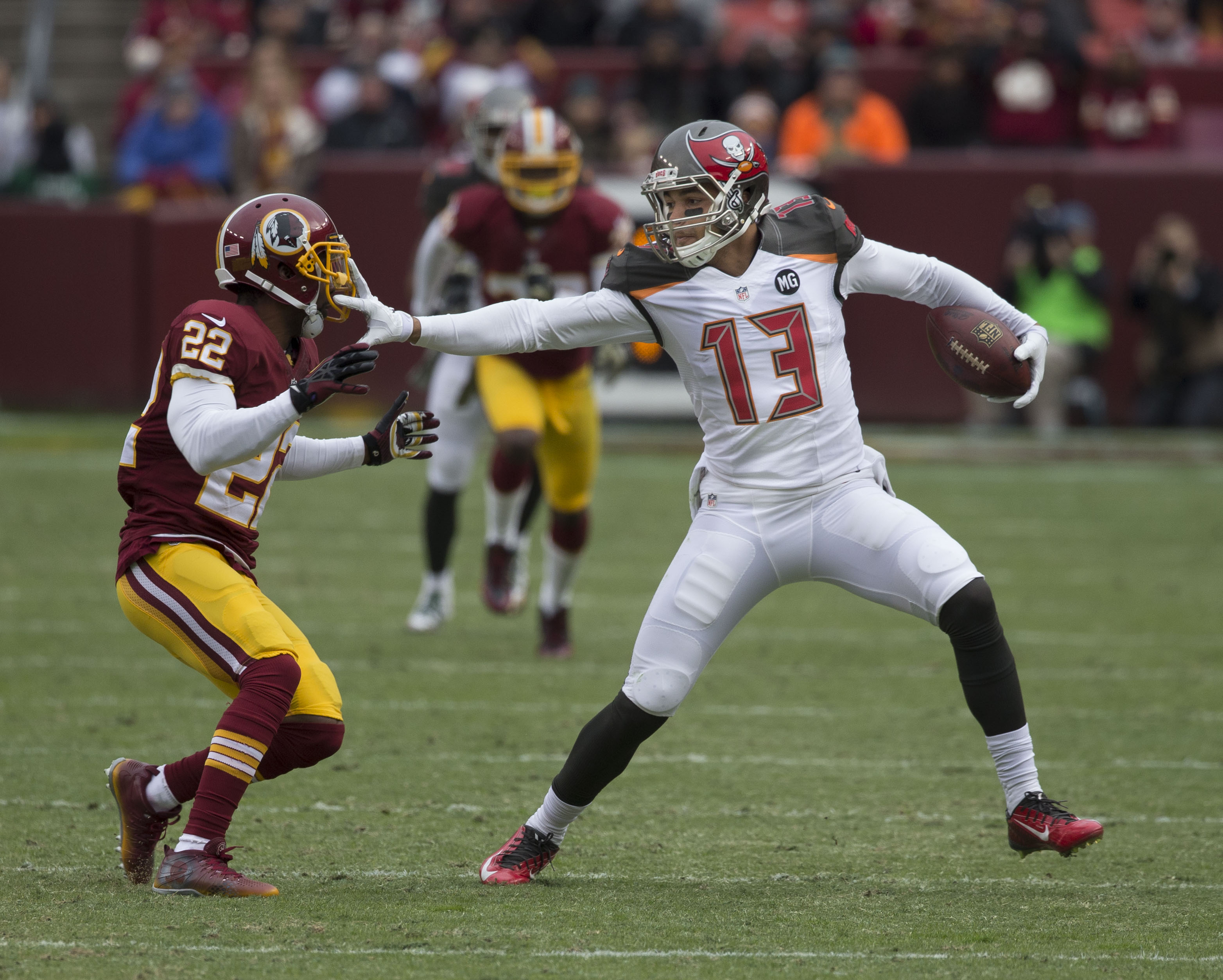
2014年のエバンス

ドラフトでは1巡目（全体7位）でバッカニアーズから指名され、5年目にオプションが付いた4年1,460万ドルの契約を結んだ。

#### 2020年シーズン
第1週のニューオーリンズ・セインツ戦、トム・ブレイディと初めてプレーするこの試合で、エバンスはハムストリングの怪我の影響でTDパスを1回しかキャッチしていない。チームは34-23で敗れた。
第2週のカロライナ・パンサーズ戦で、7回のレシーブで104ヤードと1タッチダウンを記録した。チームは31-17で勝利した。
第3週のデンバー・ブロンコス戦では、エバンスは2回のレシーブで2ヤード、2TDを記録した。チームは28-10で勝利した。
第4週のロサンゼルス・チャージャーズ戦では、7回のレシーブでシーズンハイとなる122ヤードと1タッチダウンを記録した。チームは38-31で勝利した。
第12週のカンザスシティ・チーフス戦では、3回のレシーブで50ヤードと2タッチダウンを記録したが、チームは27-24で敗れた。
第15週のアトランタ・ファルコンズ戦で、エバンスは第4週以来となる100ヤード越えのレシーブを記録し、6回のレシーブで110ヤードと1タッチダウンを記録した。チームは31-27で勝利し、2016年以来となるシーズン9勝目を挙げた。 
第16週、デトロイト・ライオンズに47-7で勝利した試合で、エバンスはシーズンベストとなる10回のレシーブで181ヤードと2タッチダウンを記録した。この試合で、エバンスは2020年シーズンに13回目のTDレシーブを記録し、自身が持つバッカニアーズのTDレシーブ記録の12回を更新た。チームは2007年以来のプレーオフ出場権を獲得した 。
第17週のアトランタ・ファルコンズ戦でシーズン通算1,000レシービングヤードを記録し、7年間のキャリアの全シーズンで連続1,000レシービングヤードを記録した初のワイドレシーバーとしてNFL記録を樹立した。エバンスはこの試合の後半に膝を負傷した。
エバンスは2020年のレギュラーシーズンを70回のレシーブで1,006ヤード、13タッチダウンで終えた。7シーズン連続で1,000レシーブヤード越えは、ランディ・モスの記録を更新した。

#### 2023年シーズン
10年連続の1,000ヤードレシーブを達成した2023年シーズン後、FA市場に出るかが注目されていたが、バッカニアーズと2年5,200万ドルの契約に合意したと報じられた。

## 詳細情報

### レギュラーシーズン
| 年度      | チーム    | 背番号    | 試合 | 試合 | レシーブ | レシーブ    | レシーブ         | レシーブ    | レシーブ | ラン | ラン        | ラン             | ラン        | ラン | ファンブル    | ファンブル | その他TD |
| 年度      | チーム    | 背番号    | 出場 | 先発 | 回数     | 獲得 ヤード | 平均 獲得 ヤード | 最長 ヤード | TD       | 回数 | 獲得 ヤード | 平均 獲得 ヤード | 最長 ヤード | TD   | ファン ブル数 | ロスト     | その他TD |
| --------- | --------- | --------- | ---- | ---- | -------- | ----------- | ---------------- | ----------- | -------- | ---- | ----------- | ---------------- | ----------- | ---- | ------------- | ---------- | -------- |
| 2014      | TB        | 13        | 15   | 15   | 68       | 1,051       | 15.5             | 56T         | 12       | 0    | 0           | 0                | 0           | 0    | 0             | 0          | 0        |
| 2015      | TB        | 13        | 15   | 14   | 74       | 1,206       | 16.3             | 68          | 3        | 0    | 0           | 0                | 0           | 0    | 1             | 1          | 0        |
| 2016      | TB        | 13        | 16   | 16   | 96       | 1,321       | 13.8             | 45T         | 12       | 0    | 0           | 0                | 0           | 0    | 0             | 0          | 0        |
| 2017      | TB        | 13        | 15   | 15   | 71       | 1,001       | 14.1             | 42T         | 5        | 0    | 0           | 0                | 0           | 0    | 1             | 1          | 0        |
| 2018      | TB        | 13        | 16   | 16   | 86       | 1,524       | 17.7             | 72T         | 8        | 0    | 0           | 0                | 0           | 0    | 2             | 1          | 1        |
| 2019      | TB        | 13        | 13   | 13   | 67       | 1,157       | 17.3             | 67          | 8        | 0    | 0           | 0                | 0           | 0    | 0             | 0          | 0        |
| 2020      | TB        | 13        | 16   | 16   | 70       | 1,006       | 14.3             | 50          | 13       | 0    | 0           | 0                | 0           | 0    | 0             | 0          | 0        |
| 2021      | TB        | 13        | 16   | 16   | 74       | 1,035       | 14.0             | 46          | 14       | 1    | 10          | 10.0             | 10          | 0    | 0             | 0          | 0        |
| 2022      | TB        | 13        | 15   | 15   | 77       | 1,124       | 14.6             | 63T         | 6        | 0    | 0           | 0                | 0           | 0    | 0             | 0          | 0        |
| 2023      | TB        | 13        | 17   | 17   | 79       | 1,255       | 15.9             | 75T         | 13       | 0    | 0           | 0                | 0           | 0    | 0             | 0          | 0        |
| NFL：10年 | NFL：10年 | NFL：10年 | 154  | 153  | 762      | 11,680      | 15.3             | 75          | 94       | 1    | 10          | 10.0             | 10          | 0    | 4             | 2          | 1        |

- 2023年度シーズン終了時
- 太字は自身最高記録
- ■はリーグ最高記録

### ポストシーズン
| 年度 | チーム | 試合 | 試合 | レシーブ | レシーブ    | レシーブ         | レシーブ    | レシーブ | ファンブル    | ファンブル |
| 年度 | チーム | 出場 | 先発 | 回数     | 獲得 ヤード | 平均 獲得 ヤード | 最長 ヤード | TD       | ファン ブル数 | ロスト     |
| ---- | ------ | ---- | ---- | -------- | ----------- | ---------------- | ----------- | -------- | ------------- | ---------- |
| 2020 | TB     | 4    | 4    | 11       | 204         | 18.5             | 35          | 2        | 0             | 0          |
| 2021 | TB     | 2    | 2    | 17       | 236         | 13.9             | 55T         | 2        | 0             | 0          |
| 2022 | TB     | 1    | 1    | 6        | 74          | 12.3             | 20          | 0        | 0             | 0          |
| 2023 | TB     | 2    | 2    | 11       | 195         | 17.7             | 29          | 1        | 0             | 0          |
| 通算 | 通算   | 9    | 9    | 45       | 709         | 15.8             | 55          | 5        | 0             | 0          |

- 2023年度シーズン終了時
- 太字は自身最高記録

### NFL記録
- キャリア開始からレシービングヤード1,000ヤード越えの連続記録(7年) [27]
- キャリア通算6,000レシービングヤード達成の最年少記録(25歳131日) [28]
- キャリア通算7,000レシービングヤード達成の最年少記録(26歳81日) [29]
- 6シーズン連続でレシービングヤード1,000ヤード越えの最年少記録(26歳95日)
- 1試合で200ヤード以上のレシーブを記録した最年少記録(21歳87日) [30]

### バッカニアーズ記録
- シーズン最多レシービング記録 -1,524(2018年) [31]
- シーズン最多TDレシーブ記録 -13(2020年) [31]
- ルーキーシーズンでの最多TDレシーブ -12(2014年) [32]
- ポストシーズンゲームでの最多レシービング記録 -119ヤード(vsワシントン・フットボールチーム 2021年1月9日)
- 連続してTDを記録した試合の数 -5(2020年)
- 100ヤード以上のレシービングを記録した試合の数 -36(2014-2023現在まで)
- 最多連続で1,000レシービングヤードシーズン -10(2014-2023現在まで)
- レシービングヤード1,000ヤード越えのシーズン数 -10(2014-2023現在まで)[33]
- キャリア最多TDレシーブ数 -94(2014-2023現在まで) [33]
- キャリア最多レシービングヤード -11,680(2014-2023現在まで) [33]
- キャリア最多レシーブ回数 -762(2014-2023現在まで) [33]